# Vittorio Marcelli
Pour les articles homonymes, voir Marcelli.
Vittorio Marcelli (né le 3 juin 1944 à Magliano de' Marsi) est un coureur cycliste italien. Il a notamment été champion du monde sur route amateurs en 1968. En contre-la-montre par équipes, il a été médaillé de bronze aux Jeux olympiques de 1968 et aux championnats du monde de 1967 et 1968. Il a ensuite été professionnel de 1969 à 1970 et a participé au Tour d'Italie 1969 et au Tour de France 1970.

## Palmarès
- 1966
  - 8e étape du Tour du Piémont amateurs
  - 5e étape du Giro delle Antiche Romagne
- 1967
  - 2e étape du Tour des Abruzzes
  - Giro delle Antiche Romagne :
    - Classement général
    - 6e étape

  -  Médaillé de bronze du championnat du monde du contre-la-montre par équipes
- 1968
  -  Champion du monde sur route amateurs
  -  Médaillé de bronze du contre-la-montre par équipes des Jeux olympiques
  -  Médaillé de bronze du championnat du monde du contre-la-montre par équipes
- 1969
  - 2e du Grand Prix de Forli

## Résultats sur les grands tours

### Tour de France
1 participation
- 1970 : abandon (7e étape)

### Tour d'Italie
1 participation
- 1969 : 64e